# Électrosynthèse microbienne
L’électrosynthèse microbienne est une méthode de synthèse de substances chimiques basée à la fois sur  des procédés électrolytiques et la biosynthèse par des microbes, et généralement associée à une unité de méthanisation de biodéchets. 
Dans ce procédé des électrons libres sont distribués via une cathode à des micro-organismes vivants, dans une cellule électrochimique à laquelle on applique un courant électrique (d'origine renouvelable, idéalement).
Les microbes utilisent ces électrons pour réduire le dioxyde de carbone présent en abondance dans le milieu, pour synthétiser des molécules d'intérêt, industriellement utilisables.
C'est une méthode d'électrocatalyse qui est en quelque sorte l'opposée du principe utilisé dans une pile à combustible microbienne (où des micro-organismes transfèrent des électrons à partir de l'oxydation de composés vers une anode, pour générer un courant électrique).

## Enjeux
Dans le cadre de la transition énergétique, de la bioéconomie et de la recherche de substituts au pétrole et autres ressources fossiles,  c’est l’un des procédés qui pourrait améliorer la bioraffinerie de produits issus de la biomasse (déchets organiques compris) pour produire des molécules et produits chimiques synthétisés par « électrocatalyse assisté microbiologiquement », molécules qui intéressent la chimie verte et l'industrie pharmaceutique. Ce procédé permet aussi de produire des carburants ou des matériaux traditionnellement issus de la pétrochimie. 
Il peut facilement être associé au traitement des eaux usées et à la valorisation de boues d’épuration produites par millions de tonnes dans le monde
L'électrosynthèse microbienne présente l'intérêt de consommer du CO2 (acidifiant et gaz à effet de serre) et de pouvoir le provisoirement stocker sous forme de combustible (gazeux ou liquide) ou de molécules organiques, mais en consommant de l'électricité (électricité qui peut toutefois aussi provenir d'un excès de production de sources intermittentes (ex :éoliennes ou panneaux photovoltaïque)).

## Histoire
À la croisée de l'électrochimie de la biochimie, des biotechnologies et peut-être bientôt de la biomimétique, l'électrosynthèse microbienne est un bioprocédé encore très émergent, faisant partie du groupe des technologies électro-microbiennes (TEM). Il est étudié depuis 2010 aux États-Unis. 
Il est considéré comme étant une technologie de rupture. Il s'appuie sur la découverte de microorganismes (bactéries, levures) (dits « électroactifs » capables de s'approvisionner en électrons auprès d'une cathode, puis de les utiliser pour assurer la réduction du dioxyde de carbone en molécules organiques. 
Ce sont Gregory et al. qui en 2004 semblent avoir été les premiers à observer et décrire la capacité pour Geobacter metallireducens de réduire le nitrate en nitrite avec une électrode comme seule donneur d'électrons et avec la
stoechiométrie attendue. Ils ont aussi mis en évidence une réduction du fumarate en succinate par Geobacter sulfurreducens à partir d'électrons fournis par une cathode.
Six ans plus tard, Nevin et al. (2010) publient un modèle de dispositif d’électrosynthèse microbienne, avec la bactérie Sporomusa ovata cultivée sur une cathode en graphite, donneuse d'électrons, « polarisée à 0.4 V/ESH » ; les auteurs constatent une synthèse d’acétate et de 2-oxobutyrate corrélée à la consommation de courant électrique (avec un rendement de Faraday de 86 % en moyenne). Ce microbes accepteurs d'électrons sont alors dénommés « électrotrophes » selon Lovley,), D. Lovley qui semble être à l'origine du concept d’électrosynthèse microbienne l'a illustré par une métaphore, en parlant de photosynthèse artificielle (le courant pouvant être produit par une cellule photovoltaïque exposée à la lumière).
Depuis, on a réussi à cultiver ces microbes et d'autres sur des anodes et des cathodes où ils forment alors un « biofilm électroactif ». 

Ceci rend théoriquement possible une production directe de carburants et/ou de molécules organiques d'intérêt à partir seulement de CO2 et d'électricité, via la bioraffinerie de déchets organiques.

En jouant sur le potentiel de la cathode et sur le type de microbe présents, il est possible d'orienter les processus métaboliques microbiens. 
Cette technologie bénéficie d’innovations telles que la « bioanode » (ou  « anode microbienne ») et la « biocathode »  (ou « cathode microbienne ») aussi capable de catalyser certaines réactions chimiques d’intérêt. Les anodes utilisées sont construites autour d'un collecteur de courant (tige de graphite, tige de carbone polycristallin, tissus de carbone et papier carbone, etc. et d'une structure conductrice tridimensionnelle qui doit être très poreuse, avec des pores de grande taille, pour permettre une colonisation par un biofilm microbien plus important (cf; disponibilité en surface active, porosité…). Une électrode fabriquée à partir d’un assemblage de 6 couches de carton ondulé carbonisé (1 h – 1000 °C sous atmosphère N2) a montré de très bonnes performances (densité de courant atteignant 390 A/m2) mais quel que soit le matériau, on cherche encore à maitriser le vieillissement de l'anode et de son biofilm, ainsi que le colmatage par le biofilm lui-même ou les particules en suspension dans le milieu de culture. 
Cette technologie a fait l’objet en France d’un projet dénommé BIORARE (pour « Bioélectrosynthèse pour le raffinage des déchets résiduels »), financé par l’ANR via le Programme des investissements d'avenir AAP Biotechnologies et Bioressources et porté durant 5 ans par un consortium associant l’Irstea, l’Inra, le CNRS-LGC, et le groupe Suez, conclu en 2017. À la suite de ce projet, une petite unité-pilote est en préparation sur le site de l’Irstea à Antony (Hauts-de-Seine) associé à un micro-méthaniseur qui sera alimenté par des déchets issus de la restauration collective. Après 3 à 4 ans de tests, un démonstrateur industriel pourrait être réalisé.  BIORARE a développé un procédé associant l’électrosynthèse microbienne (côté cathode) et l’oxydation de la matière organique de déchets (côté anode) en cultivant des biofilms électroactifs sur la surface des électrodes, biofilms qui prennent alors une fonction de catalyseur des réactions électrochimiques.

## Technique
L'électrosynthèse microbienne utilise un réacteur particulier dit « réacteur bio-électro-chimique » (ou BES pour « Bio-electro-chemical system »).
Ce réacteur contient un milieu de culture microbienne qui est un hydrolysat de matière organique. 
Ce milieu peut être simplement obtenu par une mise en contact de déchets organiques avec de l'eau, mais les retours d’expérience montrent qu’il est possible d’en améliorer les caractéristiques pour le procédé par des méthodes particulières de préparation du biodéchet (boues biologiques par exemple) .
Le dioxyde de carbone issu de la respiration microbienne peut être converti en molécules organiques grâce à une cathode utilisée comme source d’électrons de la réduction microbienne du CO2. 

Remarque : du CO2 provenant du digesteur secondaire ou d’une autre source industrielle peut être ajouté dans le milieu de culture.
L'électrosynthèse microbienne peut être couplée à une oxydation de déchets à l’anode pour doper le rendement énergétique du procédé. L'effluent est pré-traité à l’anode et le CO2 est valorisé à la cathode.

En s'y développant certains microbes vont produire et excréter des « molécules d'intérêt » (récupérables par différents moyens) pendant que le reste de l’hydrolysat rejoint en aval lentement le digesteur (où se produit la réaction de méthanisation).
Le méthane produit permet - via un système de cogénération - de chauffer le réacteur et de l’alimenter en électricité.

Le processus d’électrolyse force une réaction non spontanée en imposant un courant ou une tension avec simultanément oxydation anodique et réduction cathodique. 
L'hydrogène est « un intermédiaire réactionnel clé pour le transfert d’électrons de la cathode vers les microorganismes qui réduisent le CO2 », invitant à « [découpler le procédé initial en deux étapes : l’hydrogène est produit dans une cellule d’électrolyse microbienne qui oxyde les biodéchets et, en aval, un bioréacteur gaz-liquide utilise l’hydrogène pour convertir le CO2 en acétate, éthanol, formiate, ou  butyrate, suivant les systèmes microbiens. Cette stratégie permet d’augmenter les performances d’un facteur 24 avec une vitesse de production d’acétate de 376 mg/L/j et des concentrations jusqu’à 11 g/L ».

## Rendements, rentabilité
Selon les retours d'expérience disponibles, une unité de traitement de déchets organiques pourrait à partir de 50 000 t/an de biodéchet produire :
- 3 900 tonnes d'acide formique, ou 1 300 tonnes d'acide acétique ou 1 400 tonnes d'acide succinique, au détriment toutefois de la production d’énergie puisque le réacteur (BES) a besoin d’environ la moitié de l'électricité produite par l'unité de cogénération. Cependant au prix de 2017, 2 millions d'euros seraient retirés de la vente de l’acide formique.

Le rendement est environ 100 fois meilleur que celui des procédés de production de biocarburant de 1re génération (à partir de ressources agricoles) et de 2e génération (à partir de  biomasse non-alimentaire).
L’installation bénéficie en outre d’un coût négatif pour la matière première. 